# Шагинян, Грант Амазаспович

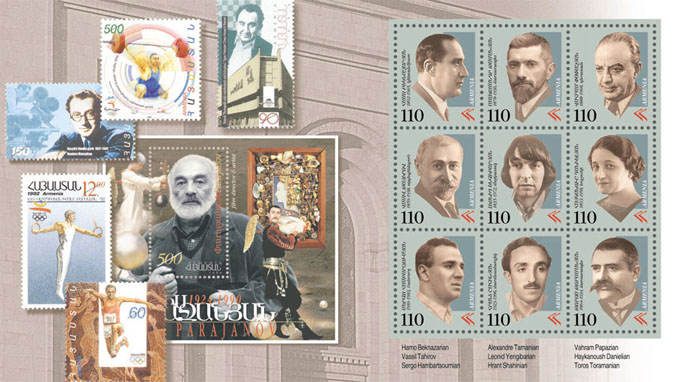
Бекназарян, Таманян, Папазян, Таиров, Енгибарян, Даниелян, Амбарцумян, Шагинян, Тороманян

Грант Амаза́спович Шагиня́н (арм. Հրանտ Շահինյան; 30 июля 1923, Гюлагарак — 29 мая 1996, Ереван) — советский гимнаст, семикратный чемпион СССР, двукратный чемпион мира и Олимпийских игр. Заслуженный мастер спорта СССР (1952). Судья международной категории (1957). Заслуженный тренер Армянской ССР (1961). Заслуженный деятель физической культуры и спорта Армянской ССР (1966).

## Биография
Грант Шагинян родился в селе Гюлагарак Лори-Памбакского уезда Армянской ССР. В 1930 году его семья переехала в Ереван, где он начал заниматься спортивной гимнастикой под руководством Арутюна Гаргалояна. В 1939 году стал абсолютным чемпионом СССР среди юношей.
С началом Великой Отечественной войны Грант Шагинян записался добровольцем на фронт, окончил Сухумское пехотное училище, воевал в составе 155-й отдельной стрелковой бригады, в 1943 году был серьёзно ранен в ногу. Возобновить занятия гимнастикой смог только в 1946 году. В 1948 году он стал чемпионом СССР в вольных упражнениях, а в 1949 и 1951 годах — на коне. В 1951 году вступил в КПСС. В 1952 году завоевал звание абсолютного чемпиона СССР. В 1955 году выиграл Кубок СССР в упражнении на коне, в 1957 году — на перекладине.
Первым крупным успехом Гранта Шагиняна на международных соревнованиях стало его выступление в 1949 году на втором Всемирном фестивале молодёжи и студентов в Будапеште. Он выиграл шесть золотых медалей гимнастического турнира (матчевой встрече сборных Венгрии и СССР), причём получил максимальную оценку в 10 баллов сразу на четырёх снарядах.
На дебютных для советских спортсменов Олимпийских играх в Хельсинки Грант Шагинян завоевал две золотые и две серебряные медали. Наиболее впечатляющим было его выступление на коне, в конце которого он впервые выполнил соскок, впоследствии вошедший в международную терминологию как «вертушка Шагиняна». В 1954 году Грант Шагинян успешно выступил на чемпионате мира в Риме, став победителем этих соревнований в упражнениях на коне и командном первенстве, а также завоевав бронзовую медаль в многоборье.
В 1958 году завершил спортивную карьеру и стал директором созданной по его инициативе первой в Армении ДЮСШ по спортивной гимнастике. В 1967-1969 годах возглавлял Спорткомитет Армянской ССР, а в 1969-1975 годах был заместителем председателя Спорткомитета. В 1975-1980 годах работал главным тренером сборной Сирии по спортивной гимнастике.

## Награды
- Орден Отечественной войны 2 степени (6.11.1985)
- Орден Трудового Красного Знамени (27.04.1957) — «за успехи, достигнутые в деле развития массового физкультурного движения в стране, повышения мастерства советских спортсменов, и успешное выступление на международных соревнованиях»
- Орден «Знак Почёта» (1968)
- Медаль «За отвагу» (24.09.1966)
- Медаль «За трудовую доблесть» (26.09.1960)
- Медаль «За оборону Кавказа» (26.07.1945)
- Заслуженный мастер спорта СССР (1952)
- Мастер спорта СССР (1946)[5]
- Заслуженный тренер Армянской ССР (1961)
- Заслуженный деятель физической культуры и спорта Армянской ССР (1966)

## Память
- После смерти Гранта Шагиняна его имя было присвоено одной из улиц Еревана[6], созданной и многие годы возглавляемой им детско-юношеской спортивной школе[7], а также кафедре гимнастики Армянского государственного института физической культуры.
- В 2000 и 2009 годах в Армении выпущены почтовые марки, посвящённые Гранту Шагиняну[8][9].
- В октябре 2014 года в Ереване в присутствии президента Международного олимпийского комитета Томаса Баха был открыт памятник Гранту Шагиняну[10].